# عدن بكر (السياني)

تعديل مصدري - تعديل

عدن بكر محلة تابعة لقرية اشار، التابعة لعزلة الهادس بمديرية السياني إحدى مديريات محافظة إب في الجمهورية اليمنية.، بلغ تعداد سكانها 26 حسب تعداد اليمن لعام 2004.